# Брисі (Заводське)

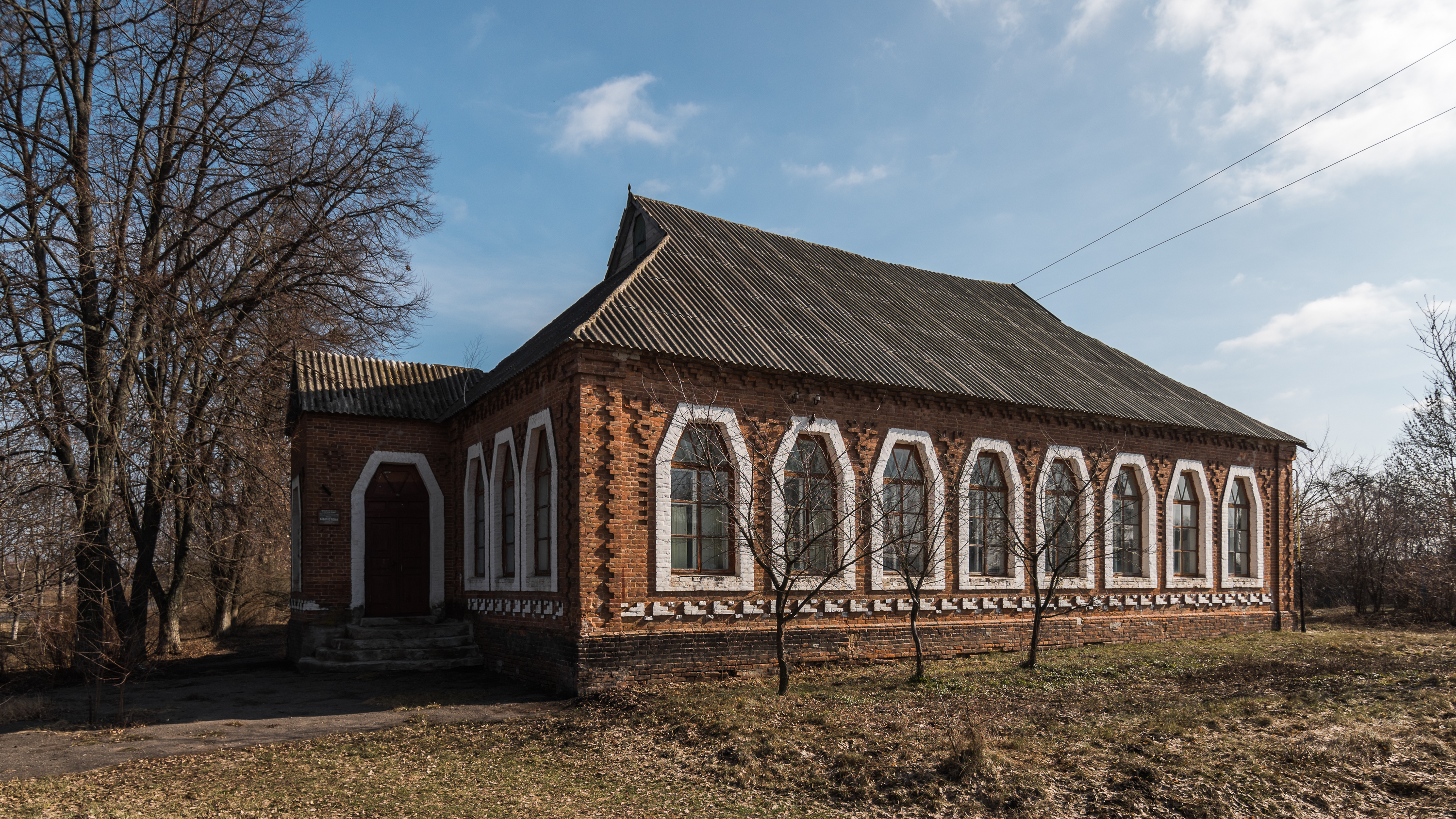
Будівля земської школи в Брисях

50°25′25″ пн. ш. 33°18′37″ сх. д. / 50.42361° пн. ш. 33.31028° сх. д.
Брисі  — колишнє село в Україні, розташовувалося в Лохвицькому районі Полтавської області, на лівому березі річки Сули, за 7 км від районного центру і за 3 км від залізничної станції Сула. Село засноване в XVII ст. У 1986 році включене в межі міста Червонозаводського (нині Заводське). 

## Історія
Уперше згадується на карті Боплана 1648 року під назвою Янишпіль Лубенського повіту. З 1759 року село поступово зростало за кількістю населення, ставши центром Третьої Лохвицької сотні, набуло статусу сотенного містечка під назвою Ян́́ишпіль (з відповідною назвою сотні — Янишпільська). 1782 року, після Указу Катерини Другої щодо ліквідації козацтва та козацької адміністрації на Лівобережжі, Янишпіль утратив статус сотенного міста, що й стало приводом для перейменування. За легендою, визначною особою в містечку на той час був козак на прізвисько Брись —  звідси й назва. У 1782 році містечко Янишпіль отримало нинішню назву — Брисі. У Брисях на той час проживало близько 700 осіб. Після цих змін селом володіли різні поміщики. 
До 1979 року Брисівській сільській раді були підпорядковані населені пункти Гиряві Ісківці та Млини. У селі була розташована тракторна бригада [Архівовано 11 серпня 2018 у Wayback Machine.] колгоспу «Перемога комунізму», який мав 4877 гектари землі, електростанцію, олійницю, три механічні млини, механічну майстерню. Господарство мало тваринницький напрямок. Голова колгоспу Юрченко Микола Тимофйіович — Герой Соціалістичної Праці. У Брисях знаходиться будівля школи архітектора Сластіона, будинок культури № 2, підпорядкований Заводській міській раді.